# B-Boys
De B-Boys (Alain & Philippe Bokken) was een Vlaamse popgroep van eind jaren 90, bedoeld als eenmalige grap in het kader van het Vlaamse televisieprogramma Schalkse Ruiters.
De groep bestond uit twee jonge zangers die het lied "Ik weet wat ik wil (Ogen zo groen)" (1997) zongen. De tekst was geschreven door Jan Leyers en Frank Vander linden. De band trad een aantal keer op in populaire muziekprogramma's zoals De Muziekdoos, maar hun nummer werd niet echt een succes.
Dat veranderde toen in een aflevering van het populaire televisieprogramma Schalkse Ruiters presentatoren Bart De Pauw en Tom Lenaerts aan het licht brachten dat het lied geplaybackt was en zij de eigenlijke zangers waren. De hele groep was dus een hoax geweest. Hierdoor raakten meer mensen geïnteresseerd in de single en werd het veel vaker aangevraagd op de radio. 
Ondanks dit succes besloten de makers het bij deze eenmalige grap te houden en werden de B-Boys stopgezet.  

## Discografie
- "Ik weet wat ik wil (Ogen zo groen)"